# Harry M. Wurzbach

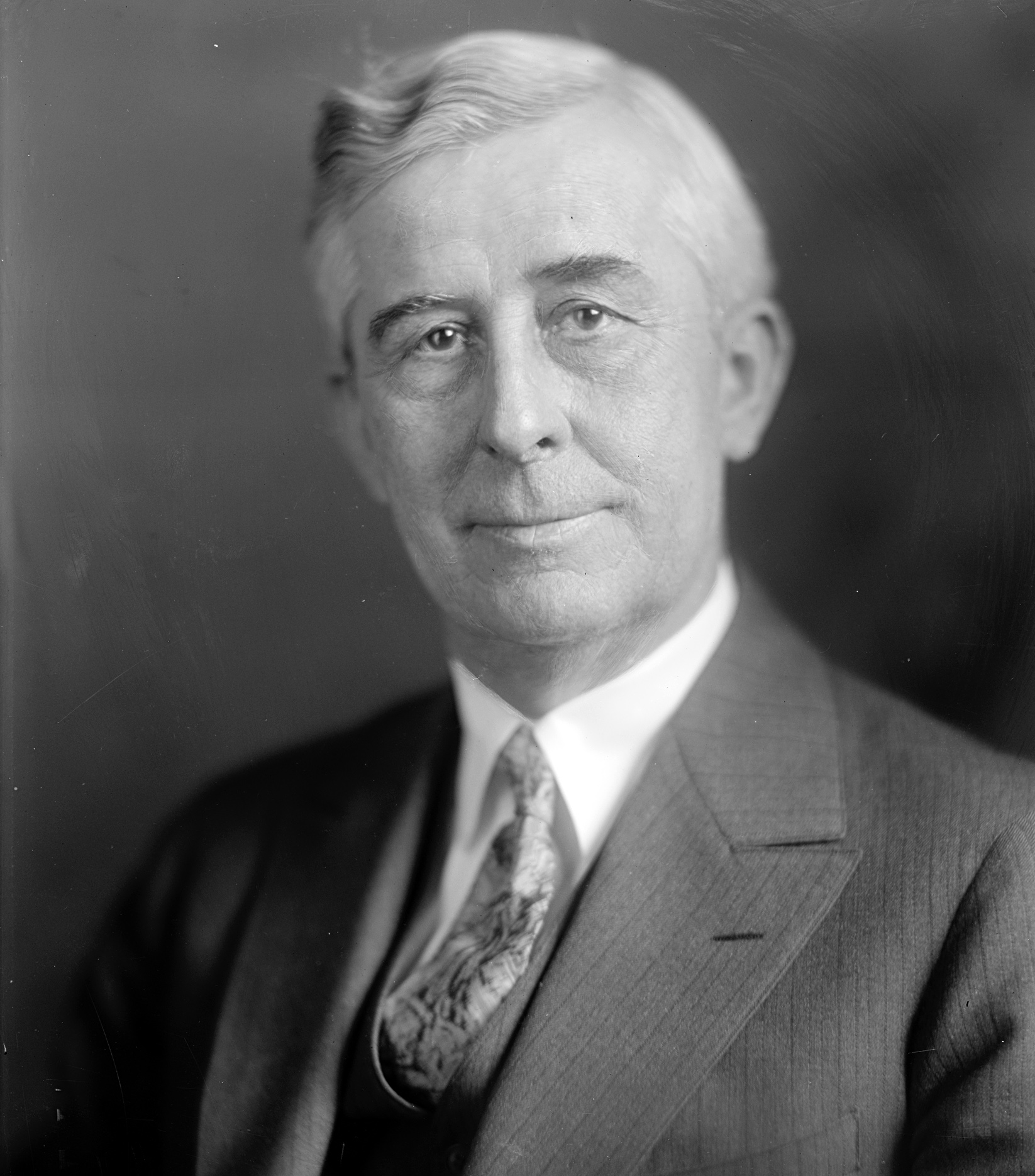
Harry M. Wurzbach

Harry McLeary Wurzbach (* 19. Mai 1874 in San Antonio, Texas; † 6. November 1931 ebenda) war ein US-amerikanischer Politiker. Zwischen 1921 und 1931 vertrat er mit einer Unterbrechung in den Jahren 1929 und 1930 den Bundesstaat Texas im US-Repräsentantenhaus.

## Werdegang
Harry Wurzbach besuchte die öffentlichen Schulen seiner Heimat. Nach einem anschließenden Jurastudium an der Washington and Lee University in Lexington (Virginia) und seiner 1896 erfolgten Zulassung als Rechtsanwalt begann er in San Antonio in diesem Beruf zu arbeiten. Während des Spanisch-Amerikanischen Krieges von 1898 war er Soldat einer Freiwilligen-Infanterieeinheit aus Texas. Nach dem Krieg zog er nach Seguin, wo er weiterhin als Anwalt praktizierte. Zwischen 1900 und 1902 fungierte er als Staatsanwalt im Guadalupe County. Danach war er im gleichen Bezirk zwischen 1904 und 1910 als Richter tätig. Gleichzeitig schlug er als Mitglied der Republikanischen Partei eine politische Laufbahn ein.
Bei den Kongresswahlen des Jahres 1920 wurde Wurzbach im 14. Wahlbezirk von Texas in das US-Repräsentantenhaus in Washington, D.C. gewählt, wo er am 4. März 1921 die Nachfolge des Demokraten Carlos Bee antrat, den er bei der Wahl geschlagen hatte. Nach drei Wiederwahlen konnte er bis zum 3. März 1929 vier Legislaturperioden im Kongress absolvieren. Bei den Wahlen des Jahres 1928 unterlag er dem Demokraten Augustus McCloskey, der am 4. März 1929 sein Mandat antrat. Wurzbach legte aber gegen den Ausgang der Wahl Widerspruch wegen Unregelmäßigkeiten ein. Als diesem Einspruch stattgegeben wurde, konnte er am 10. Februar 1930 sein altes Mandat wieder antreten und McCloskey aus dem Kongress verdrängen. Nach einer weiteren Wahl konnte Harry Wurzbach bis zu seinem Tod am 6. November 1931 im US-Repräsentantenhaus verbleiben. Sein Neffe Robert C. Eckhardt (1913–2001) wurde ebenfalls Kongressabgeordneter für Texas.